# Oberon (opera)
Oberon, or The Elf King's Oath is een romantische opera in drie bedrijven van Carl Maria von Weber op een libretto van James Robinson Planché. Het Engelstalige libretto is gebaseerd op het Duitse gedicht Oberon van Christoph Martin Wieland, dat op zich weer gebaseerd was op de epische romance Huon de Bordeaux, een Franse middeleeuwse vertelling. Het werd voor het eerst opgevoerd op 12 april 1826 in het Royal Opera House, Covent Garden te Londen. Theodor Hell vertaalde het libretto in het Duits.

## Inhoud

### Eerste bedrijf

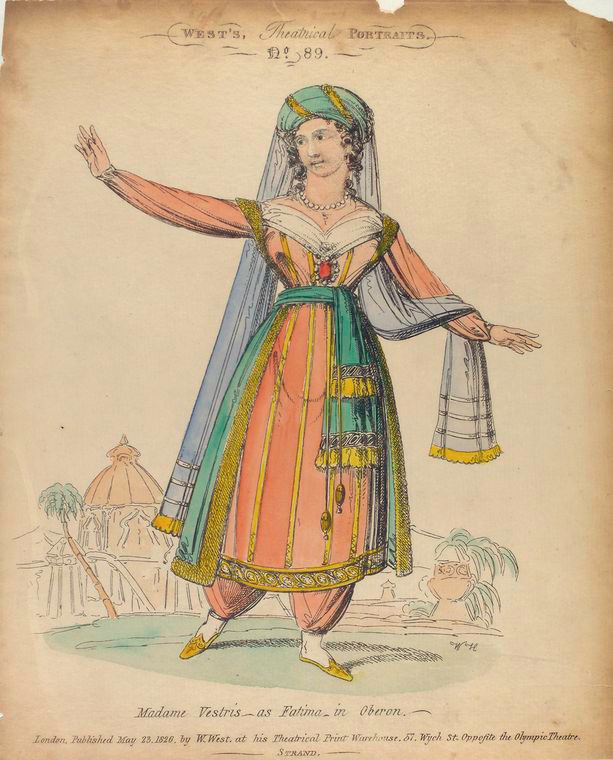
Madame Vestris als Fatima in Oberon
Handgekleurde ets uit 1826
(NYPL - Billy Rose Theatre Division)

Feeën zingen rond de slapende Oberon. Puck komt op en verhaalt van Oberons ruzie met Titania, zijn koningin. Oberon heeft gezworen zich niet meer met haar te verenigen, totdat er een menselijk paar gevonden wordt dat elkaar door alle omstandigheden trouw blijft. Wanneer Oberon ontwaakt vervloekt hij de eed die hij gezworen heeft. Puck vertelt hem dat keizer Karel de Grote Sir Huon van Bordeaux opdracht gegeven heeft naar Bagdad te gaan, de man aan de rechterhand van de kalief te doden en te trouwen met de dochter van de kalief. Oberon beseft dat dit weleens het paar zou kunnen worden dat hem met zijn koningin zou kunnen verenigen. Een visioen van de prinses Reiza wordt opgeroepen voor Huon, en Oberon overhandigt hem een magische hoorn die Oberons hulp biedt indien nodig. Feeën dragen Huon en zijn schildknaap Sherasmin op weg naar zijn missie.
Op de oevers van de Tigris wordt prins Babekan gered van een leeuw door Huon en Sherasmin. Babekan is Reiza's verloofde, en wanneer hij hen aanvalt, jagen Huon en Sherasmin hem en zijn volgelingen op de vlucht. Namouma, een oude vrouw, vertelt Huon dat Reiza de volgende dag gaat trouwen.
In het paleis van Haroun al Rachid vertelt Reiza tegen haar vertrouwelinge, Fatima, dat ze alleen met de ridder uit haar droom zal trouwen, en als Fatima vertelt dat Huon is aangekomen zijn beide vrouwen zeer verheugd.

### Tweede bedrijf
Aan het hof van Haroun al Rachid bezingt het koor het lof van hun heerser. Reiza wordt binnengeleid om met Babekan te trouwen, die rechts van de kalief zit. Huon en Sherasmin stormen binnen, doden Babekan en vluchten met de prinses en Fatima. Een schip brengt hen naar Griekenland.
Puck roept de geesten van de elementen op het schip schipbreuk te laten lijden. Huon en Reiza overleven het en spoelen aan. Terwijl Huon op zoek gaat naar andere overlevenden bezingt Reiza de dreiging van de zee. Dan ziet ze een schip naderen. Dit blijkt echter een piratenschip te zijn, en de kapitein, Abdallah, en zijn bemanning ontvoeren Reiza. Huon probeert haar te redden, maar raakt gewond. Hij weet op de hoorn te blazen en Oberon verschijnt. Oberon beveelt Puck Huon naar Tunesië en het huis van Ibrahim te brengen. De zeemeerminnen zingen blij over de bewusteloze prins.

### Derde bedrijf
In de tuin van de emir in Tunis bezingt Fatima haar lot als slavin. Zij en Sherasmin zijn nu getrouwd en zingen over hun jeugd. Puck doet Huon verschijnen, en nadat Fatima vertelt dat Reiza nu in een harem is besluiten ze haar te gaan redden.
In de harem van Almanzor beklaagt Reiza zich over haar lot, en weet een boodschap over te brengen naar Huon, die haar wil gaan bevrijden. Hij loopt echter Roshana, de vrouw van de emir, tegen het lijf, die hem probeert over te halen Almanzor te vermoorden en met haar te trouwen. Hij weigert en wordt ontdekt door de emir die hem tot de brandstapel veroordeelt. Reiza smeekt de emir hem te sparen, maar aangezien ze zijn avances afwees, weigert hij en hij besluit hen beiden te verbranden. Sherasmin blaast op de hoorn en Oberon en Titania verschijnen. De Tunesiërs vluchten en de minnaars worden naar het hof van Karel de Grote gebracht.